# Karplus-Beziehung

Das Diagramm einer typischen Karplus-Beziehung

Die Karplus-Beziehung ist eine Gleichung, die nach ihrem Entdecker Martin Karplus benannt wurde und eine Korrelation der 3J-Kopplungskonstante und dem Diederwinkel {\displaystyle \!\,\phi } in der NMR-Spektroskopie beschreibt.

Demnach gilt folgende Gleichung:
{\displaystyle J(\phi )=A\cos ^{2}\phi +B\cos \,\phi +C}
Dabei ist {\displaystyle \!\,J} die 3J-Kopplungskonstante, {\displaystyle \!\,\phi } der Diederwinkel und {\displaystyle \!\,A}, {\displaystyle \!\,B} und {\displaystyle \!\,C} sind empirische Parameter, welche durch die Substitution und funktionelle Gruppen der beteiligten Atome bestimmt werden. 
Die Beziehung wird benutzt um die Größenordnung der 3JH,H Kopplung (auch vicinale Kopplung genannt) abzuschätzen. Die Kopplungskonstante ist bei Torsionswinkeln nahe 90° sehr gering und bei Winkeln von 0° und 180° deutlich größer als üblich. Die Beziehung zwischen Geometrie und Kopplungskonstante ist wertvoll zur Bestimmung von Konformationen und zur Berechnung von backbones von Proteinen.